# Rząd Kristena Michala
Rząd Kristena Michala – rząd Republiki Estońskiej funkcjonujący od 23 lipca 2024.
Zastąpił trzeci rząd Kai Kallas, który powstał po wyborach parlamentarnych z marca 2023. Był tworzony przez Estońską Partię Reform (RE), Partię Socjaldemokratyczną (SDE) oraz liberalne ugrupowanie Estonia 200 i urzędował od 17 kwietnia 2023.
W czerwcu 2024 Rada Europejska uzgodniła nominację Kai Kallas na stanowisko wysokiego przedstawiciela Unii do spraw zagranicznych i polityki bezpieczeństwa. W związku z tą decyzją 15 lipca 2024 premier złożyła na ręce prezydenta Alara Karisa dymisję kierowanego przez siebie rządu. Następnego dnia misję utworzenia gabinetu otrzymał minister klimatu Kristen Michal. 22 lipca Riigikogu zatwierdziło go na funkcji premiera. Tego samego dnia prezydent dokonał powołania członków jego rządu tworzonego przez dotychczasowych koalicjantów. Następnego dnia Kristen Michal wraz z ministrami swojego gabinetu został zaprzysiężony, rozpoczynając urzędowanie.
W marcu 2025 socjaldemokraci zostali wykluczeni z koalicji rządowej. W tym samym miesiącu pozostałe dwie partie uzgodniły nową umowę koalicyjną, a także dokonano zmian personalnych w rządzie.

## Skład rządu
| funkcja                                               | minister                | partia      | okres urzędowania | okres urzędowania |
| funkcja                                               | minister                | partia      | od                | do                |
| ----------------------------------------------------- | ----------------------- | ----------- | ----------------- | ----------------- |
| premier                                               | Kristen Michal          | RE          | 23 lipca 2024     |                   |
| minister ochrony socjalnej                            | Signe Riisalo           | RE          | 23 lipca 2024     | 25 marca 2025     |
| minister obrony                                       | Hanno Pevkur            | RE          | 23 lipca 2024     |                   |
| minister finansów                                     | Jürgen Ligi             | RE          | 23 lipca 2024     |                   |
| minister kultury                                      | Heidy Purga             | RE          | 23 lipca 2024     |                   |
| minister klimatu                                      | Yoko Alender            | RE          | 23 lipca 2024     | 25 marca 2025     |
| minister spraw gospodarczych i przemysłu              | Erkki Keldo             | RE          | 23 lipca 2024     |                   |
| minister spraw zagranicznych                          | Margus Tsahkna          | Estonia 200 | 23 lipca 2024     |                   |
| minister sprawiedliwości i technologii informacyjnych | Liisa-Ly Pakosta        | Estonia 200 | 23 lipca 2024     |                   |
| minister edukacji i badań                             | Kristina Kallas         | Estonia 200 | 23 lipca 2024     |                   |
| minister spraw regionalnych i rolnictwa               | Piret Hartman           | SDE         | 23 lipca 2024     | 11 marca 2025     |
| minister spraw regionalnych i rolnictwa               | Hendrik Johannes Terras | Estonia 200 | 25 marca 2025     |                   |
| minister zdrowia                                      | Riina Sikkut            | SDE         | 23 lipca 2024     | 11 marca 2025     |
| minister spraw wewnętrznych                           | Lauri Läänemets         | SDE         | 23 lipca 2024     | 11 marca 2025     |
| minister spraw wewnętrznych                           | Igor Taro               | Estonia 200 | 25 marca 2025     |                   |
| minister infrastruktury                               | Vladimir Svet           | SDE         | 23 lipca 2024     | 11 marca 2025     |
| minister infrastruktury                               | Kuldar Leis             | RE          | 25 marca 2025     |                   |
| minister spraw społecznych                            | Karmen Joller           | RE          | 25 marca 2025     |                   |
| minister energii i środowiska                         | Andres Sutt             | RE          | 25 marca 2025     |                   |